# Felisbertia melastomacearum
Felisbertia melastomacearum är en svampart som först beskrevs av Speg., och fick sitt nu gällande namn av Viégas 1944. Felisbertia melastomacearum ingår i släktet Felisbertia, ordningen disksvampar, klassen Leotiomycetes, divisionen sporsäcksvampar och riket svampar.   Inga underarter finns listade i Catalogue of Life.